# Beroé

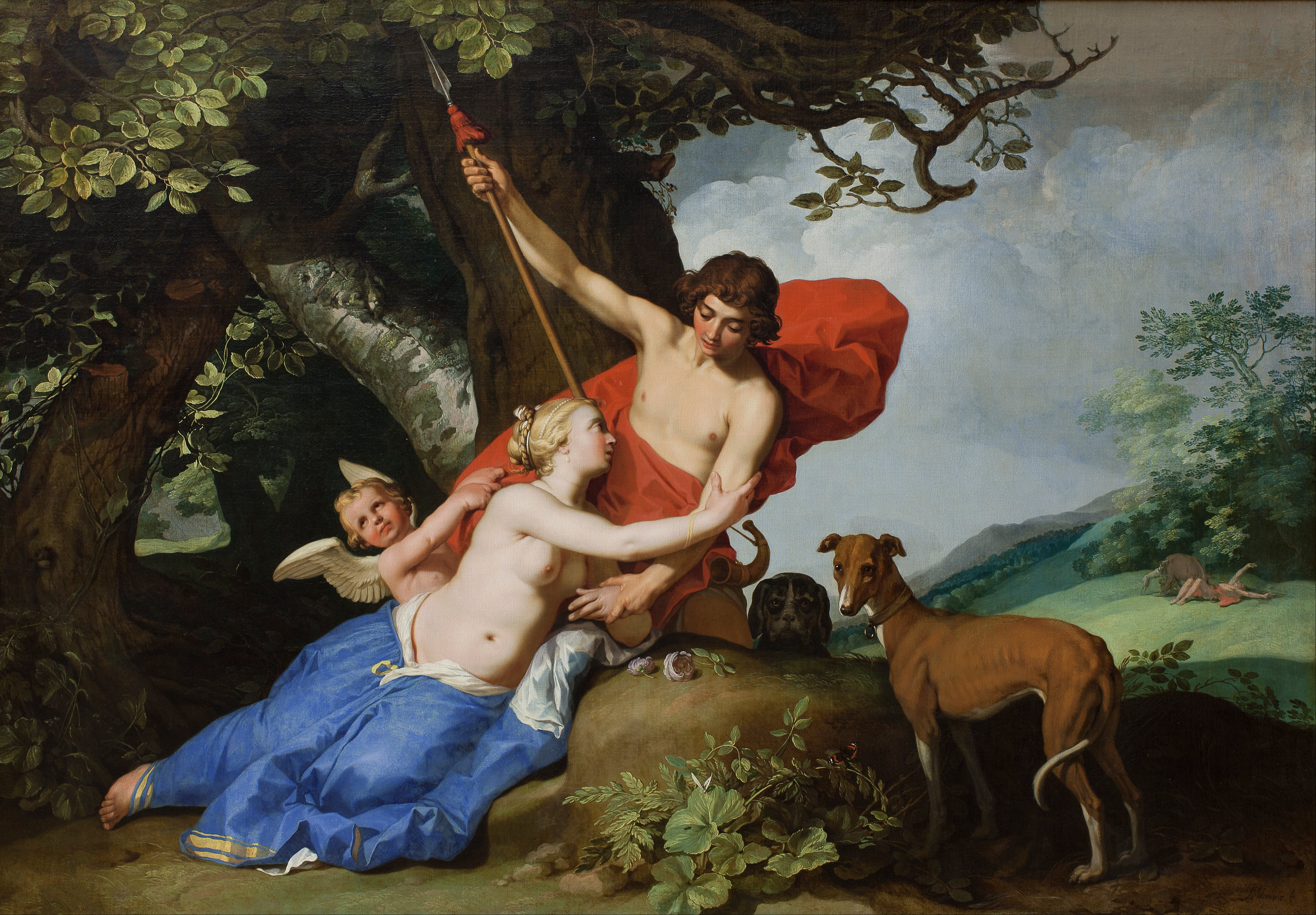
Venuše a Adonis, 1632, Abraham Bloemaert

Beroé je v řecké mytologii nymfa z Bejrútu, dcera bohyně Afrodity a Adónise, sestra Golga.
U jejího porodu asistoval bůh Hermés. Jak vyrůstala, byla považována za výjimečně krásnou a bylo jí předurčeno vzít si boha Poseidóna. Nikdy se neozdobovala ani nezkrášlovala. Byla smrtelná, i když její krásu porovnávaly s krásou bohyň.